# Comment Rigadin fait les commissions
Pour plus de détails, voir Fiche technique et Distribution.
Comment Rigadin fait les commissions est un film muet français réalisé par Georges Monca, sorti en 1912.

## Fiche technique
- Titre : Comment Rigadin fait les commissions
- Réalisation : Georges Monca
- Scénario : Cinq-Léon
- Photographie :
- Montage :
- Société de production : Pathé Frères
- Société de distribution : Pathé Frères
- Pays d'origine :  France
- Langue : film muet avec les intertitres en français
- Métrage : 200 mètres
- Format : Noir et blanc — 35 mm — 1,33:1 — Muet
- Genre :  Comédie
- Durée : 6 minutes 30 secondes
- Dates de sortie : 
  - France : 8 mars 1912

## Distribution
- Charles Prince : Rigadin
- Marcelle Praince